# Vitis berlandieri
Vitis berlandieri es una  especie de uva nativa de América del Norte, se la conoce como Heller's Grape o Fall Grape, principalmente Texas, Nuevo México, Arkansas, Chihuahua Coahuila, Nuevo León y Tamaulipas.
Es principalmente conocido por su buena tolerancia a suelos con alto contenido de cal, que puede causar clorosis en muchas vides de origen americano. Sin embargo, los suelos calcáreos son una característica de los suelos de muchas regiones vitivinícolas francesas clásicas y sitios de viñedos de gran prestigio, y muchas Vitis vinifera se adaptan bien a estas condiciones de cultivo.
Cuando se importaron vides americanas a Europa a finales del siglo IXX como portainjertos para injertos de Vitis vinifera, a raíz de la plaga de filoxera que arrasó los viñedos franceces a mediados del siglo XIX,  inicialmente resultó difícil encontrar especies de vid que crecieran bien en suelos cacareos.  V. berlandieri , que se había adaptado a las colinas de piedra caliza en el centro de Texas, proporcionó la tolerancia a la cal necesaria para resolver este problema. Sin embargo,  V. berlandieri  no es muy propensa a injertar por lo que se produjeron varios nuevos portainjertos resistentes tanto a la filoxera como a la cal, y aptos para viticultura, mediante el cruce de V. berlandieri y Vitis riparia, Vitis rupestris o V. vinifera.
En algunas clasificaciones se considera una subespecie de Vitis cinerea.